# 平尾修二
平尾 修二（ひらお しゅうじ、1948年1月6日 - 2008年6月23日）は、香川県出身の元ボートレーサー。

## 来歴
1971年5月に31期生としてデビューし、同期には松田雅文がいる。
1981年3月24日には児島で行われた第16回鳳凰賞競走で優出し、北原友次・小川宣昭・村上一行・黒明良光ら地元勢4名が優出した優勝戦で地元同士が1マーク大競り、2マークも大競りを演じる。イン取りに失敗しながら、回り直して3コースに入り、先まくりを決めた北原の空いた懐を村上がすかさず差し、北原も強引に村上を締め込む。そこに2マークがあり、村上・北原は共に握り合って大きく飛んだ。恵まれた平尾が四大特別競走・SG級レース初制覇を果たし、2着に小川が入って、2連単9480円という当時のSG優勝戦最高配当が出た。
1990年8月7日に地元・丸亀で行われた第36回モーターボート記念競走では安岐真人と共に優出し、林通・荘林幸輝を破って9年5ヶ月ぶりのSG2勝目を挙げ、GIも4度制覇するなど香川の強豪レーサーとして活躍。
2007年3月24日の津の一般戦「第1回津市長賞（グランプリファイナル）」初日2Rが最後の勝利（1号艇1コースから逃げ切り）となり、同29日の最終日5Rが最後の出場（2号艇2コース進入で5着）となった。
2008年6月23日、膵癌の為、高松市内の病院で死去。享年60歳。
通夜は同25日午後7時から、告別式は翌26日午前11時から平尾家と香川支部の合同葬で取り行われた。

## 獲得タイトル
※太字は四大特別競走を含むSGレース
- 1980年 - びわこ開設28周年「秩父宮妃記念杯競走」[8]
- 1981年 - 第16回鳳凰賞競走（児島）
- 1982年 - 四国地区選手権競走（丸亀）[9]
- 1986年 - 鳴門開設33周年記念競走[10]
- 1989年 - 丸亀開設37周年記念競走[11]
- 1990年 - 第36回モーターボート記念競走（丸亀）